# Antique Olive
 (août 2019).
Si vous disposez d'ouvrages ou d'articles de référence ou si vous connaissez des sites web de qualité traitant du thème abordé ici, merci de compléter l'article en donnant les références utiles à sa vérifiabilité et en les liant à la section « Notes et références ».
Pour les articles homonymes, voir Olive.
Antique Olive est une police de caractères sans empattements, conçue par le dessinateur de caractères français Roger Excoffon. Elle se décline en neuf variations : Light, Roman, Italic, Bold, Black, Bold condensed, Compact, Nord et Nord italic. 
Elle est lancée par la fonderie Olive dans le but de concurrencer les linéales populaires comme l’Helvetica ou l’Univers, mais n’a pas connu le même succès international. Elle garde néanmoins une certaine notoriété, tant par ses qualités esthétiques que pour son côté « latin », ses formes vivantes qui font défaut à beaucoup de linéales neutres et froides. 
Disponible en plusieurs graisses, elle dispose en plus d’une version ultra grasse, l’Antique Olive Nord, qui, avec sa déclinaison Nord Italique, est la première publiée en 1960. Ces caractères convenaient parfaitement pour la publicité, la signalisation et les affiches. Les graisses Bold et la version Compact ont ensuite été créées en 1963. Plus tard en 1965, la variante Black a été publiée puis le Bold Condensed en 1968, et enfin, le romain et l’italique en 1969.
C’est l’un des caractères les plus courants dans la production française de la seconde moitié du XXe siècle. Il reste aujourd’hui encore largement utilisé.
Antique Olive a notamment été utilisée dans les logos d’Air France et de Michelin.

## Origines
Roger Excoffon, qui a déjà créé plusieurs police de caractères, comme la Banco en 1951 ou la Mistral en 1953, fort de leurs succès commerciaux respectifs, décide en 1955 de s’attaquer à un caractère de texte. 
Il souhaite avant tout imaginer la typographie de demain :

« Oublier tout ce qui a été fait et considérer ce que peut être pour nous l’alphabet en 1956. Je cherche en quelque sorte l’archétype, la représentation exacte de l’alphabet inconscient de chacun. 
Synthèse de tous les facteurs d’influences, avons-nous dit, l’alphabet idéal. »

— Esthétique industrielle, 1962.
Après des recherches poussées, Roger Excoffon publie l’Antique Olive Nord en 1958, suivie par sa version italique, l’Antique Nord Italique, en 1960. 
Les différentes graisses Bold et la version compacte seront créées peu après, suivies de la version Black, la version Bold Condensed, pour finir avec le Roman et l’Italique. 
La série complète de l’Antique Olive est finalement commercialisée entre 1960 et 1971. 
Il décide de créer avec une vision qu’il veut novatrice, une vision d’une typographie nouvelle, détachée de la convention typographique tout en alliant une mise en valeur d’une approche personnelle, nourrie par les arts plastiques et les sciences humaines, avec une exigence propre aux impératifs de l’industrie typographique.
Roger Excoffon souhaite avant tout faciliter la lecture :

« À quoi correspond graphiquement la notion d’un A ? Comment est-il possible de représenter le A de la façon la plus immédiate, la plus explicite, la plus limpide, la plus totale et la plus omnivalente sans oublier jamais que mon intention était d’aider le lecteur. »

— Esthétique industrielle, 1962.

« Dessiner [la lettre] de façon qu’elle ne puisse en aucun cas créer dans la lecture, très très très rapide, absolument aucune confusion. »

— Esthétique industrielle, 1962.
Lors d’une interview avec Francois Richaudeau pour la revue Communications et langages en 1977, il précise ses intentions lors de création de cette typographie : 

« Je crois que ce caractère est beaucoup plus qu’un produit commercial ; j’y ai mis bien des éléments d’une typographie nouvelle à laquelle je rêve toujours … d’une typographie adaptée d’ailleurs à des concepts de lisibilité. »

Il détaille et explique également les origines approfondies et les inspirations qu’il a eues dans un livre : Roger Excoffon et la Fonderie Olive, 2010.

## Dessin
L’antique Olive est une police de caractère avec 16 déclinaisons, nous allons particulièrement nous attarder sur la classique Antique Olive Regular, car c’est la plus répandue et la plus utilisée. 
L’Antique Olive est une police proportionnelle, c’est-à-dire à chasse (avance) variable. Cela signifie que  la largeur de chaque glyphe (plus l’approche) n’est pas la même, dans le cas contraire on a affaire à un caractère à chasse fixe. C’est aussi un caractère Sans Serif, c’est-à-dire que les glyphes ne possèdent pas d’empattement. 
On constate une vraie cohérence entre les glyphes, par leurs tracés. En effet on remarque un jambage assez large et imposant, ainsi que la contreforme, qui prend une large partie du glyphe. Cela permet une bonne lisibilité, afin de bien identifier la lettre, aux dépens des ascendantes (sur le B par exemple) qui ont une course plus courte. 
Les verticales sont plus larges que les horizontales, ce qui permet de bien poser le glyphe, de le « stabiliser ». Cette lisibilité du glyphe va permettre d’utiliser cette police comme un caractère de labeur (pour de longs paragraphes…) 
Les capitales de l’Antique Olive sont simples, les verticales et les horizontales ont la même largeur. Les glyphes sont très rectangulaires. Le O garde son aspect ovale pour s’imposer et garder de l’importance par rapport aux autres glyphes. Pour les chiffres, il y a un mix entre les bas de casses et les capitales, à la fois très rectangulaire dans leurs compositions et avec des diagonales plus fines que les verticales et les horizontales. Les glyphes des chiffres s’imposent bien entre les lettres et ne jurent pas avec les restes les caractères de l’alphabet.

## Design
L’Antique Olive a tout d’abord été lancée par la fonderie Olive comme une concurrente directe à d’autres linéales très prisées telles que le Folio, l’Helvetica ou l’Univers. Elle partageait la vision de la typographie du futur de Roger Excoffon : une esthétique fonctionnelle et non décorative ainsi qu’un caractère au confort de lecture apparent, sans confusion possible lors de la lecture. Elle s’est basée sur des recherches sur la lisibilité du docteur Émile Javal mettant en avant certaines caractéristiques morphologiques de la lecture telle que seule la partie supérieure des caractères était nécessaire à la lisibilité. 
Comme ses typographies concurrentes, l’Antique Olive est simple et directe. Elle allie une grande lisibilité à un dessin de lettre intéressant visuellement. Ses fonctions sont alors les grands tirages ou les signalisations internationales principalement, bien qu’elle fonctionne également en plus petit pour du texte grâce à sa hauteur d’x très grande, les bas de casse étant quasiment aussi grandes que les capitales.
Bien que pas autant populaire que ses concurrentes, l’Antique Olive reste tout de même très appréciée et reste relativement courant dans les productions actuelles françaises et fut pendant la seconde moitié du XXe siècle un des caractères les plus utilisés pour les productions françaises.
Roger Excoffon parlera plus tard de son travail de typographe : « La fonction c’est un rapport entre hommes ; le dessinateur ne doit pas chercher à faire œuvre d’art, mais œuvre fonctionnelle, c’est-à-dire, chercher le moyen le plus efficace, le plus immédiat, le plus rapide pour transmettre la pensée. »

## Influences
C’est à partir de 1959, date à laquelle Roger Excoffon arrête le dessin de caractère, qu’il consacre tout son temps à son agence publicitaire qu’il a fondée quelques années auparavant. Il signera ainsi de nombreuses campagnes publicitaires, et logos pour Air France, Reynolds, la SNCF, Larousse... 
C’est avec l’identité visuelle d’Air France qu’il a assurément signé son travail de logo le plus célèbre, réalisé avec le caractère Antique Olive Nord il sera utilisé pendant plus de 50 ans. 

Logo air France, Antique Olive Nord.

Il y a de nombreux exemples dans son travail, comme dans celui d’autres publicitaires, maquettistes ou encore artistes de l’utilisation du caractère Antique Olive. Une autre des utilisations de l’Antique Olive Black est les cartes du jeu « Milles Bornes » de Arthur Dujardin dans sa version française, en 1960.
En 2008 Frédéric Tacer utilisera l’Antique Olive pour la couverture de l’ouvrage, Guide architecture Paris Pavillon de l’Arsenal.
L’Antique Olive de Roger Excoffon est une typographie très généralement utilisée lorsque la personne qui l’utilise souhaite mettre en avant ses mots, sa vision des choses ou sa création de manière simple sans distraire le regard du lecteur mais plutôt lui permettre de se concentrer sur le véritable essentiel de l’affiche, de la création ou du texte. 
Lors de sa conception son créateur souhaitait une typographie de demain, une typographie dont la lisibilité était primordiale et qui possédait une esthétique fonctionnelle et non décorative, un caractère confortable à la lecture.  
L’Antique Olive n’a pas eu la portée internationale qu’aurait espéré son créateur. Néanmoins, elle avait et a encore une excellente notoriété, tant par ses qualités esthétiques évidentes que pour ses formes vivantes, qui font quelquefois défaut à d’autres Linéales de son époque.
C’est l’un des caractères les plus courants dans la production française de la seconde moitié du XXe siècle. Il reste aujourd’hui encore largement utilisé. 
L’Antique Olive suscite aujourd’hui encore à la fois l’admiration et la perplexité des critiques de la typographie, particulièrement à l’étranger : Sebastian Carter, par exemple, le présente comme la linéale la plus originale depuis le Futura et le Gill.